# أوفاي ايجاريا
أوفايمونو دومينيك ايجاريا (بالإنجليزية: Ovie Ejaria)‏ (18 نوفمبر 1997 في ساوثوورك، إنجلترا - ) هو لاعب كرة قدم إنجليزي يلعب في مركز الوسط. لعب مع نادي ليفربول.

## وصلات خارجية
- أوفاي ايجاريا على موقع الاتحاد الأوربي (الإنجليزية)
- أوفاي ايجاريا على موقع قاعدة بيانات كرة القدم.إي يو (الإنجليزية)
- أوفاي ايجاريا على موقع Soccerbase.com (لاعب) (الإنجليزية)
- أوفاي ايجاريا على موقع Soccerway.com (الإنجليزية)
- أوفاي ايجاريا على موقع عالم كرة القدم.نت (الإنجليزية)
- أوفاي ايجاريا على موقع AS.com (الإسبانية)